# Посленичке песме
Посленичке песме су лирске народне песме, везане за рад, и певају о згодама и незгодама из обичног живота.
Као врста песама доста су старе, а њихова тематика везана је за мобе на селу, које су често организоване поводом рада на пољу, и уопште поводом послова, за које је потребно више радника.
Код већине европских народа, биле су уобичајене свечаности поводом првог снопа, или завршетка жетве.
Посвећене раду, ове песме су изражавале народну радост због успешно завршеног посла.
У посленичким песмама, се неретко налазе мотиви из љубавне поезије - као што су наджњевање момка и девојке.
Поједине песме ове врсте испеване су у шаљивом, или подсмехљивом тону.
Неке познатије посленичке песме јесу:
- Наджњева се момак и девојка
- Зао господар
- Преди момо дарове
- Кујунџија и Хитропреља
- Јабланова моба